# Canetor
Canetor est une bande dessinée de Charlie Schlingo (scénario) et Michel Pirus (dessin), créée dans la revue Ferraille illustré.

## Synopsis
Canetor vit dans une ville, un peu à la Donaldville, mais sa vie est différente de celle de son homologue américain, entre sa petite amie Canetorrette, qui est un peu nigaude et qui a peur des veaux (Canetor se déguise d'ailleurs en veau pour lui faire peur) et sa sœur Canetorine, qui est une vraie mégère et lui fait parfois la morale. Quand il se fait des amis, ce sont toujours des personnages de bandes dessinées invendues[réf. nécessaire].

## Autre
Canetor était la vedette entre 2002 et 2003 de Coin-coin, un supplément de Picsou Magazine.

## Album
- Canetor, éditions Les Requins Marteaux  (ISBN 2-84961-052-6)